# Gautegiz Arteaga
Gautegiz Arteaga város Spanyolországban,  Bizkaia tartományban. Gautegiz Arteaga Busturia, Sukarrieta, Ibarrangelu, Ereño, Kortezubi, Forua és Murueta községekkel határos. Lakosainak száma 878 fő (2024).

## Népesség
A település népessége az utóbbi években az alábbiak szerint változott:
| Lakosok száma | 848  | 880  | 871  | 875  | 910  | 868  | 847  | 836  | 866  | 878  |
|               | 2001 | 2004 | 2007 | 2009 | 2012 | 2014 | 2017 | 2019 | 2022 | 2024 |